# 11264 Claudiomaccone
Claudiomaccone (asteroide 11264) é um asteroide da cintura principal, localizado a 1,984637 UA do Sol. Foi descoberto em 16 de outubro de 1979 por Nikolai Chernykh, recebendo a designação provisória 1979 UC4. Possui uma excentricidade de 0,2315017 e um período orbital de 1 515,83 dias (4,15 anos).
Em dezembro de 2005 foi anunciada a descoberta de um satélite orbitando Claudiomaccone. Acredita-se que ele possui 1,24 km de diâmetro, e orbita Celle em 15,11 dias.